# Lisa Dobriskey
Lisa Dobriskey, née le 23 décembre 1983 à Ashford dans le Kent ou elle a vécu, est une athlète qui fit ses débuts à la l'âge de huit ans, est anglaise qui court sur les distances moyennes. 
En 2006, elle a remporté les jeux du Commonwealth sur 1 500 m. 

## Palmarès

### Championnats du monde d'athlétisme
- Championnats du monde de 2007 à Osaka ( Japon)
  - éliminée en demi-finale sur 1 500 m
- Championnats du monde de 2009 à Berlin ( Allemagne)
  -  Médaille d'argent sur 1 500 m

### Championnats du monde d'athlétisme en salle
- Championnats du monde d'athlétisme en salle de 2008 à Valence ( Espagne)
  - 10e sur 3 000 m

### Jeux du Commonwealth
- Jeux du Commonwealth de 2006 à Melbourne ( Australie)
  -  Médaille d’or sur 1 500 m

### Championnats d'Europe d'athlétisme
- Championnats d'Europe d'athlétisme de 2006 à Göteborg ( Suède)
  - éliminée en série sur 1 500 m

### Championnats d'Europe d'athlétisme en salle
- Championnats d'Europe d'athlétisme en salle de 2007 à Birmingham ( Royaume-Uni)
  - 5e sur 3 000 m

### Championnats du monde junior d'athlétisme
- Championnats du monde junior d'athlétisme de 2002 à Kingston ( Jamaïque)
  - 4e sur 1 500 m

## Sources
- (en) Cet article est partiellement ou en totalité issu de l’article de Wikipédia en anglais intitulé « Lisa Dobriskey » (voir la liste des auteurs).